# Kavadarci (kommun)
Kavadarci (makedonska: Кавадарци) är en kommun i Nordmakedonien. Den ligger i den centrala delen av landet, 90 km sydost om huvudstaden Skopje. Antalet invånare är 38 741. Arean är 992 kvadratkilometer.
Följande samhällen finns i kommunen Kavadarci:
- Kavadarci
- Vataša
- Drenovo
- Vozarci
- Resava
- Konopište
- Šivec
- Raec
- Fariš